# オリヴィエ・デスハフト
オリヴィエ・デスハフト（Olivier Deschacht 、1981年2月16日 - ）は、ベルギー・ヘント出身の元プロサッカー選手。元サッカーベルギー代表。現役時代のポジションはDF（LSB）。
姓はデシャヒトとも表記される。

## 経歴

### クラブ
地元クラブのKAAヘントでプレーを始め、スポルティング・ロケレンを経て1997年にRSCアンデルレヒトの下部組織に入団。
2001年、リザーブチームを経ること無くトップチームに昇格。プロデビュー以来、アンデルレヒト一筋のバンディエラであり、これまでにリーグ優勝を7度達成した。
2018年8月、かつてユース時代を過ごしたスポルティング・ロケレンにフリーで加入。

### 代表
2003年に代表デビューを果たし、2005年までに14試合に出場した。しかしそれ以降はイェーレ・ファン・ダンメ、フィリップ・デームス、トーマス・フェルメーレン、セバスチャン・ポコニョーリら同ポジションのライバルに遅れをとり代表から遠ざかった。
2009年8月、フランキー・ベルコーテレン監督が約4年ぶりに招集。12日のチェコとの親善試合で約10分プレーした。2010年10月12日の試合を最後に再び代表から遠ざかった。
2015年3月、UEFA EURO 2016予選のキプロス戦とイスラエル戦にあわせ、マルク・ヴィルモッツ監督が約5年ぶりに招集。

## タイトル
アンデルレヒト
- ジュピラー・プロ・リーグ (7): 2003–04, 2005–06, 2006–07, 2009–10, 2011–12, 2012–13, 2013–14, 2016–17
- ベルギーカップ (1): 2007–08
- ベルギー・スーパーカップ (6): 2006, 2007, 2010, 2012, 2013, 2014